# Malcolm Campbell

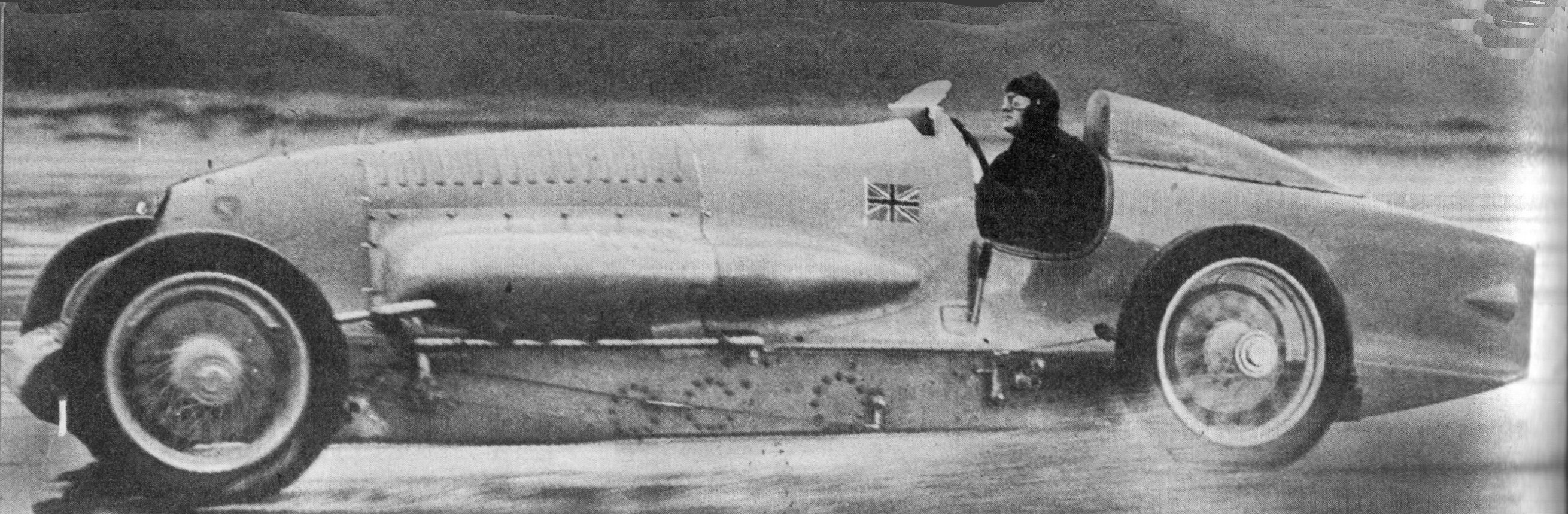
Při rekordní jízdě v roce 1927

Sir Malcolm Campbell (11. března 1885 Chislehurst — 31. prosince 1948 Reigate) byl britský automobilový závodník. V letech 1927 a 1928 vyhrál Grand Prix de Boulogne, ale jeho hlavní specializací byly rychlostní rekordy na speciálních aerodynamických vozech. Používal vozy Sunbeam a Blue Bird (pojmenoval ho podle své oblíbené divadelní hry, Modrého ptáka od Maurice Maeterlincka). Osmkrát překonal světový rekord na souši a čtyřikrát na vodě. Byl prvním člověkem, který překročil hranici 300 mil za hodinu.
V roce 1931 byl povýšen do šlechtického stavu. Jeho synem byl Donald Campbell, také automobilový závodník.

## Rekordy na souši
- 21. 7. 1925 Pendine Sands, vůz Sunbeam 242,57 km/h (150.76 mph)
- 4. 2. 1927 Pendine Sands, vůz Bluebird 281,38 km/h (174.88 mph) — vůbec poslední rychlostní rekord dosažený na evropském kontinentu
- 19. 2. 1928 Daytona Beach, vůz Bluebird 333,00 km/h (206.96 mph)
- 5. 2. 1931 Verneuk Pan, vůz Bluebird 395,96 km/h (246.09 mph)
- 24. 2. 1932 Daytona Beach, vůz Bluebird 408,64 km/h (253.97 mph)
- 22. 2. 1933 Daytona Beach, vůz Bluebird 438,39 km/h (272.46 mph)
- 7. 3. 1935 Daytona Beach, vůz Bluebird 445,40 km/h (276.82 mph)
- 3. 9. 1935 Solné pláně Bonneville, vůz Bluebird 484,52 km/h (301.13 mph)

## Rekordy na vodě
- 1. 9. 1937 Lago Maggiore, člun Bluebird K3 203.29 km/h (126.32 mph)
- 2. 9. 1937 Lago Maggiore, člun Bluebird K3 208.41 km/h (129.50 mph)
- 17. 9. 1938 Hallwilersee, člun Bluebird K3 210.68 km/h (130.91 mph)
- 19. 8. 1939 Coniston Water, člun Bluebird K4 228.11 km/h (141.74 mph)